# Hoogveen

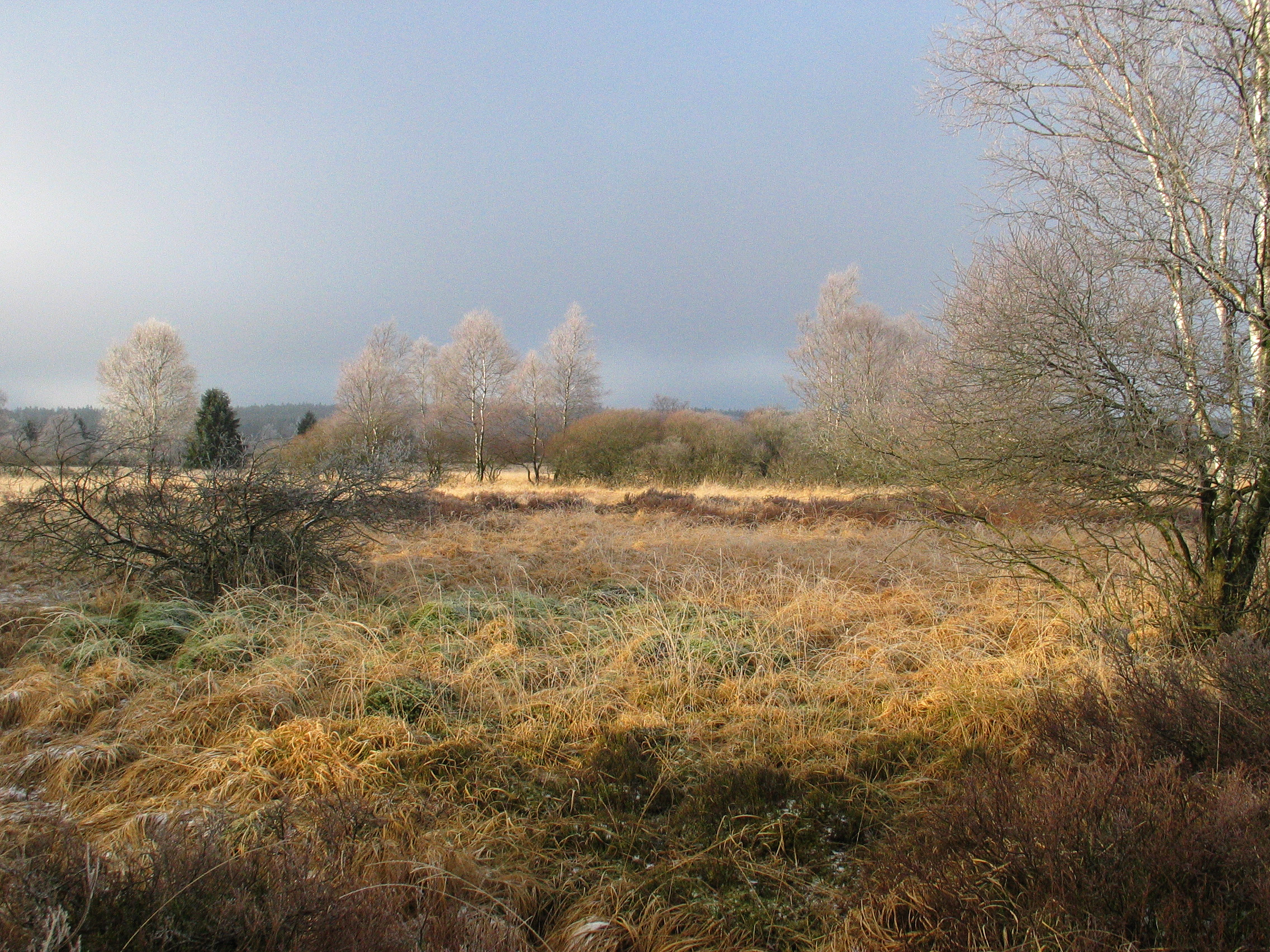
De Hoge Venen in Oost-België

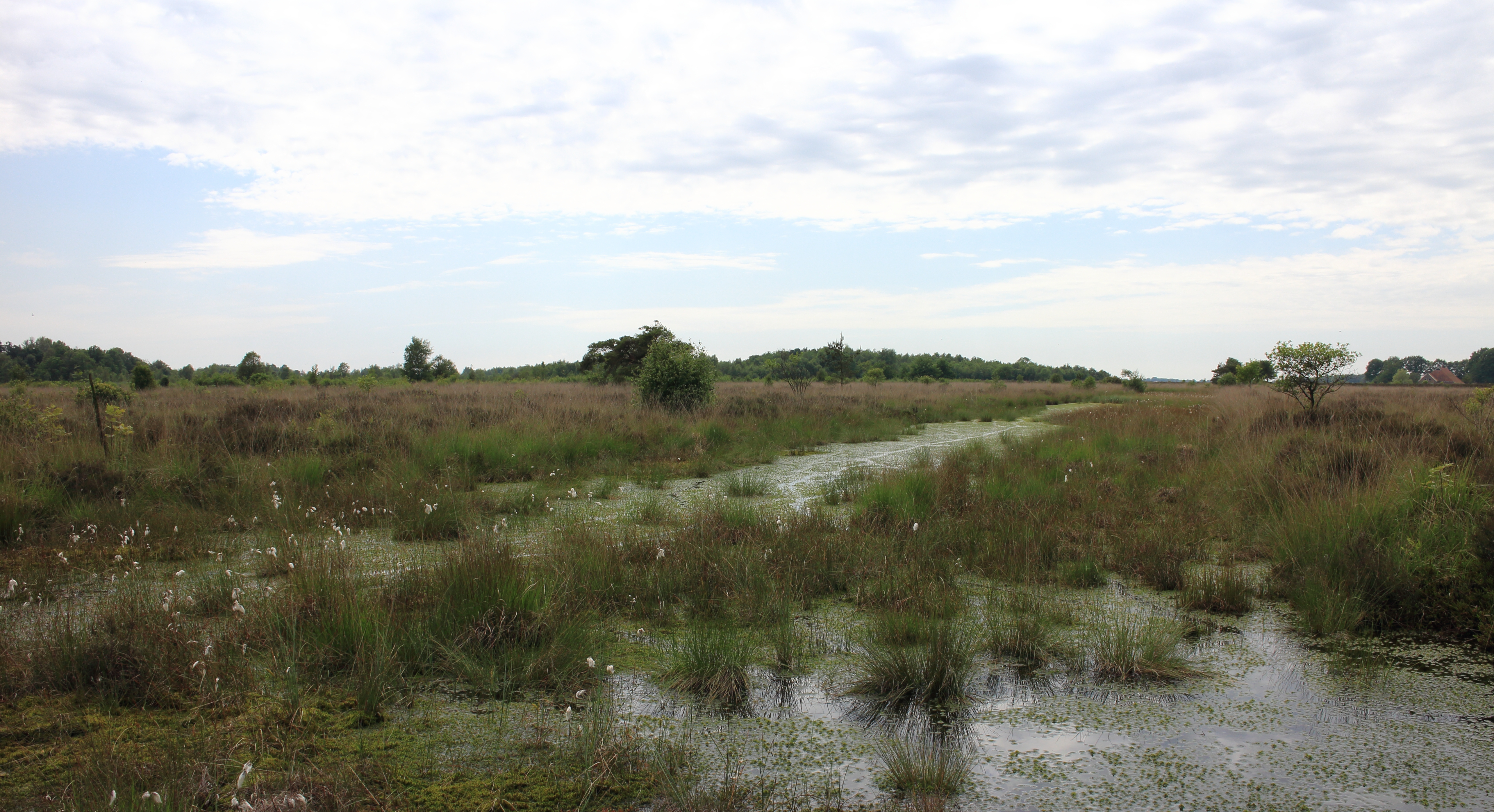
Hoogveen in het Fochteloërveen

Hoogveen is een type veen,  een mineraalarm, zuur drasland met een aan deze extreme omstandigheden aangepaste vegetatie en fauna. Het wordt ook wel ombrotroof veen, ombrogeen veen of klimatisch veen genoemd. In tegenstelling tot laagveen wordt hoogveen uitsluitend door neerslag (precipitatie) en de in de lucht aanwezige mineralen verzorgd, hoger dan het grondwaterpeil. Het is een hydrologisch en ecologisch bijzonder veentype. Hoogvenen met een dikte van soms vijf meter of meer zijn in duizenden jaren ontstaan, sinds het Subatlanticum. De groei van veenmossen speelde daarbij een cruciale rol.
Hoogvenen worden wereldwijd sterk bedreigd door turfwinning en het indringen van mineraalrijk water uit de omgeving dat afkomstig is van landbouw of industrie. Levend en groeiend hoogveen vindt men tegenwoordig nog maar weinig. De laatste grote hoogveengebieden bevinden zich in West-Siberië en Canada. Er is echter ook tropisch hoogveen, zoals in het Surinaamse natuurreservaat Wanekreek.

## Ontstaan
| Indeling van veenvegetaties naar klimaat en bodem | Indeling van veenvegetaties naar klimaat en bodem | Indeling van veenvegetaties naar klimaat en bodem | Indeling van veenvegetaties naar klimaat en bodem | Indeling van veenvegetaties naar klimaat en bodem |
| Hoofdgroepen:                                     | \| H o o g v e e n \| ↔ \| L a a g v e e n \|     | \| H o o g v e e n \| ↔ \| L a a g v e e n \|     | \| H o o g v e e n \| ↔ \| L a a g v e e n \|     | \| H o o g v e e n \| ↔ \| L a a g v e e n \|     |
| ------------------------------------------------- | ------------------------------------------------- | ------------------------------------------------- | ------------------------------------------------- | ------------------------------------------------- |
| Veentypen:                                        | Klimatische venen                                 | Klimatisch- topografische venen                   | Klimatisch- topografische venen                   | Topografische venen                               |
| Veentypen:                                        | Ombrogene venen                                   | Soligene venen                                    | Soligene venen                                    | Topogene venen                                    |
| Klimaat                                           | oceanisch, zeer nat                               | oceanisch, zeer nat                               | continentaal, droog                               | continentaal, droog                               |
| Vocht- voorziening                                | geheel afhankelijk van de regenval                | voldoende neerslag                                | voldoende neerslag                                | voldoende neerslag                                |
| Nutriënten                                        | grotendeels afhankelijk van de regenval           | beperkt nutriënten                                | beperkt nutriënten                                | voldoende nutriënten                              |
| Milieu                                            | oligotroof                                        | mesotroof                                         | mesotroof                                         | eutroof                                           |
| H o o g v e e n                                   | ↔                                                 | L a a g v e e n                                   |                                                   |                                                   |

Hoogveen heeft voor zijn groei een vochtig en gelijkmatig klimaat nodig. De hoeveelheid neerslag moet meer zijn dan het verlies van water door afvoer en verdamping; bovendien moet deze gelijkmatig over het jaar verdeeld zijn.
De vorming van een typisch hoogveen is een traag proces, dat zelfs onder gunstige omstandigheden eeuwen tot millennia duurt. De hoogvenen in Europa ontwikkelden zich na het terugtrekken van de laatste ijskappen aan het begin van het Holoceen, ongeveer 11.000 jaar geleden. 
Naar hun wijze van ontstaan wordt onderscheid gemaakt tussen verlandingshoogveen en wortelecht hoogveen.
Verlandingshoogveen is ontstaan door verlanding van meren of oude rivierarmen. Er ontwikkelt zich in eerste instantie laagveen. Gebrek aan zuurstof en een hoge zuurgraad in de voortdurend vochtige bodem remmen de afbraak van dode planten en leiden tot de vorming van veengrond. Zo groeit het veen uiteindelijk boven de grondwaterspiegel uit. Nadat het ontstane veen de invloed van het grondwater ontgroeit en de venen alleen gevoed worden door mineraalarm regenwater, slaat de veenvorming om in hoogveenvorming.
Wortelecht hoogveen is direct ontstaan op mineraalarme bodems, zonder voorafgaande fase van laagveenvorming. Dit gebeurt hetzij door verdrassing van voorheen drogere minerale bodems, bijvoorbeeld als gevolg van ontbossing, klimaatverandering of verminderde infiltratie, ofwel door het uitgroeien van een bestaand hoogveen over de aangrenzende bodem.
De belangrijkste veenvormers zijn de veenmossen ofwel Sphagnum-soorten, die langzaam hoger groeien terwijl het onderste deel afsterft en niet verder vergaat door de luchtarme en zure omgeving. Veenmossen hebben door hun bouw (de aanwezigheid van veel holle, dode cellen in de stengels en bladen) een hoge capaciteit om water vast te houden: tot twintig keer hun eigen drooggewicht. Afhankelijk van de standplaats zijn verschillende soorten veenmos aan de opbouw betrokken. Het groeitempo van de veenlaag is slechts ongeveer een millimeter per jaar.

## Structuur
Hoogveen doorloopt afhankelijk van de milieuomstandigheden verschillende fases. In eerste instantie vindt er actieve veenvorming plaats: er wordt meer organisch materiaal gevormd dan er wordt afgebroken. Een actief hoogveen houdt veel regenwater vast en onder de natte en zure omstandigheden verteren afgestorven plantendelen heel erg langzaam. Hierdoor groeit het veen omhoog. Langzamerhand komt het oppervlak zo hoog te liggen dat de rand van het gebied een steeds grotere hoek maakt en het water er uiteindelijk zo snel van af gaat stromen dat het droger wordt en uiteindelijk over een steeds groter deel van het hoogveen de netto groei gaat stagneren. Door verdroging en de aanvoer van voedingsstoffen kan de afbraak worden gestimuleerd en degenereert het hoogveen. Dit kan natuurlijke oorzaken hebben zoals minder neerslag, maar is de laatste eeuwen vooral een gevolg van het ingrijpen van de mens, bijvoorbeeld ontginning, ontwatering en bemesting.
Hoogveen heeft over het algemeen een duidelijke lensvorm met aan de randen een zogenoemde "laggzone". Op kleinere schaal heeft hoogveen ook geen glad oppervlak, maar er is een micro-reliëf van vochtige, extreem voedselarme bulten en natte, iets minder voedselarme slenken. Op sommige plaatsen verdiepen de slenken zich tot plassen of veenmeren. Zowel op de bulten als in de slenken zijn veenmossoorten dominant, maar het gaat wel om verschillende soorten Sphagnum. Op de bulten groeien dwergstruiken zoals gewone dophei Erica tetralix en kleine veenbes Vaccinium oxycoccum. De begroeiingen van de bulten maken deel uit van het verbond Oxycocco-Ericion (hoogveenmos-verbond). In de slenken groeit bijvoorbeeld witte snavelbies Rhynchospora alba, en de vegetatie van de slenken worden tot het Rhynchosporion (verbond van veenmos en snavelbies). In de randzone domineren cypergrassen en groeien kenmerkende soorten als de veenbloembies Scheuchzeria palustris.

### Opbouw
Groeiend hoogveen kan worden onderverdeeld in twee lagen:
1. Het akrotelm (Grieks: akros = hoogste; telma = moeras) is de bovenste laag, en omvat de vegetatielaag en de veengrond. Door de groei en afsterven van plantendelen ontstaat hier de nieuwe organische stof. In hoogveen wordt de bovenste laag witveen genoemd, omdat het bestaat uit nog grotendeels onverteerd bleek strokleurig veenmos.
2. Het katotelm (Grieks: kato = onderkant) is de onderliggende met water verzadigde laag met minder biologische activiteit. Deze laag wordt als gevolg van de geringe nog optredende bodemvormende processen tot de geologische ondergrond geteld. De onderste veenlaag bestaat uit zwartveen, waarbij de humusvorming vergevorderd is en die een zwart-bruine kleur met nog herkenbare plantenresten heeft.

## Verspreiding
De vorming van hoogveen is afhankelijk van het weer, met name van de hoeveelheid neerslag en de hoeveelheid verdamping, welke laatste weer in belangrijke mate door de temperatuur bepaald wordt. Bovendien is het reliëf van het terrein van belang voor de waterafvoer en dus de vorming van hoogveen. Gunstige omstandigheden voor hoogveengroei zijn voornamelijk te vinden in Noord-Amerika (Canada, Alaska), Noord-Europa en West-Siberië, Zuid-Amerika, Zuidoost-Azië en het Amazonegebied. Hier ontstonden hoogvenen en andere veenafzettingen van in totaal vier miljoen vierkante kilometer, welke gezamenlijk rond drie procent van het landoppervlak van de aarde bestrijken.
Op het zuidelijk halfrond zijn mineraalarme venen zelden uit veenmos samengesteld. Alleen op Vuurland bestaan veenmos-hoogvenen. De veenrijkste landen van de tropen zijn te vinden in Zuidoost-Azië. In veel gevallen is het nog niet duidelijk hoe de veengroei daar ontstaat, omdat de veenmossen volledig ontbreken.

### Hoogveengebieden van het noordelijk halfrond
AziëHet hoogveen van West-Siberië beslaat 700.000 km², waarbij het hoogten tot 10 m bereikt. Hiervan zijn de Vasjoeganmoerassen met meer dan 50.000 km² het grootste moerasgebied ter wereld. De turfafzettingen worden geschat op meer dan 14 miljard ton.
Noord-AmerikaEen in omvang met het West-Siberische veen vergelijkbaar moerasgebied strekt zich van Alaska in het westen tot aan de kust van de Atlantische Oceaan in het oosten.
EuropaDe grootste West- en Midden-Europese hoogveengebieden liggen in de zuidelijke Noordzeekustzone en de uitlopers van de Alpen. Minder dan 10% van het oorspronkelijke gebied is behouden, de rest is door vervening afgegraven en gecultiveerd.
Het grootste aaneengesloten hoogveen in West-Europa was het Bourtangermoeras, dat oorspronkelijk een oppervlakte van ongeveer 2.300 km² besloeg. Het grootste restant in Nederland hiervan, is het natuurgebied Bargerveen dat ca. 2.100 hectare groot is.
De Hoge Venen in België is een hoogveennatuurgebied met een oppervlakte van ca. 4.500 hectare, het kent een grote florale diversiteit.
Ook het door gletsjers gevormd Alpenvoorland is een hoogveenrijk gebied. Het Wurzacher Ried wordt beschouwd als het grootste en best bewaarde hoogveen in Centraal-Europa.
In Ierland vindt men een vrij uitgestrekt hoogveen gebied in de Connemara ten noorden en ten zuiden van de N59 westelijk van Oughterhard. In sommige delen wordt er nog turf ontgonnen. Grote delen zijn echter beschermd en om de vegatatie zo authentiek mogelijk te houden dient de begrazing, met name van schapen,  laag gehouden te worden.
Het hoogveen in de Baltische staten wordt nog op grote schaal afgegraven. In 2003 exporteerde Estland 3.600.00 kubieke meter turfstrooisel. Ook in Litouwen worden grote oppervlakten afgegraven en in cultuur gebracht. In Letland staat het 196 km² grote Teičaveen (Teiču purvs) als deel van het natuurreservaat Teiča onder strenge bescherming.

## Flora en fauna
De extreme armoede aan minerale zouten, hoge zuurgraad en permanente verzadiging met water van het leefgebied veroorzaken een unieke en zeer gespecialiseerde flora en fauna, waaronder een groot aantal bedreigde soorten.

### Flora en vegetatie
Planten die kunnen omgaan met de extreme omstandigheden in het hoogveen, zijn meestal specialisten en aangepast aan het gebrek aan mineralen. Deze soorten gedijen uitsluitend in hoogveen. In veel gevallen zijn speciale aanpassingen en strategieën ontwikkeld. Hoogvenen zijn in het algemeen boomloos.

#### Vleesetende planten
Vleesetende planten hebben een aanpassing aan het karige leven in het hoogveen gevonden. Sommige soorten vangen insecten, verteren ze en kunnen daarmee extra stikstof en minerale zouten opnemen.
De ronde zonnedauw heeft aan zijn rondachtige bladeren roodachtige klieren. Deze scheiden een kleverige vloeistof af die onder andere mieren aantrekt. De venusvliegenvanger is inheemse vleesetende plant in de hoogveen van Noord- en Zuid-Carolina in het oosten van de Verenigde Staten.

#### Dwergstruiken
Kenmerkend voor de hoogveenflora zijn dwergstruiken (chamefyten), die bijna alle tot de heidefamilie behoren. Deze omvatten bijvoorbeeld de lavendelhei, struikhei, gewone dophei en kleine veenbes. Deze dwergstruiken vormen met paddenstoelen een zogenaamd mycorrhiza. Deze mutualistische symbiose stelt hen in staat tot een betere absorptie van mineralen uit de schrale bodem. Opvallend is ook dat de bladeren van deze planten meestal vlezig en met een dikke epidermis uitgerust zijn. Daarnaast zijn de bladeren met een dikke waslaag (cuticula) bedekt en de huidmondjes zijn vaak verzonken. Deze kenmerken vormen een aanpassing aan het gebrek aan voedingsstoffen en aan extreme temperatuurschommelingen. Zonnedauw en veenbes kunnen hun wortels tot een gelaagde structuur vormen om gebrek aan zuurstof als gevolg van het steeds hoger groeiende veenmos te voorkomen.

#### Veenmos en veenmosgezelschappen
Kenmerkende veenvormende planten in hoogveen zijn naast het veenmos wollegrassoorten, zeggesoorten, en veenbies. Het eenarig wollegras heeft een nestvormige groei. Bij een goede watervoorziening zal het steeds door het veenmos worden overgroeid. Met zijn gerafelde bladscheden draagt het aanzienlijk bij aan de vorming van vezelig turf.
De verschillende veenmossoorten van het hoogveen hebben verschillende waterbehoeften. Op zeer vochtige plaatsen en in holten groeien geelgroene soorten zoals waterveenmos, Baltisch veenmos en Sphagnum dusenii. De plantengemeenschap van met water verzadigde gebieden heet Sphagnetum cuspidato-obesi. Tot dit gezelschap behoren ook slijkzegge, witte snavelbies en veenbloembies.
Andere veenmossen, zoals hoogveen-veenmos, rood veenmos of bruin veenmos bewonen drogere plaatsen en hoge bulten. Zij vormen samen met planten zoals kleine veenbes, lavendelhei en struikhei, de associatie van gewone dophei en veenmos. Dit is de belangrijkste turfvormende plantengemeenschap in het hoogveen. Kenmerkend zijn de gewone dophei en beenbreek.
In het Noord-Amerikaanse hoogveen is de vegetatie samengesteld uit de uit Europa bekende plantengemeenschappen, alleen zijn hier vaak van de verschillende geslachten andere soorten aanwezig.
In Noord-Azië komt op de hoogten de Siberische den (Pinus sibirica) voor. In de lage delen wordt Sphagnum dusenii en Baltisch veenmos gevonden, samen met veenbloembies en slijkzegge.
Het hoogveengebied van Vuurland bevindt zich in het het Antarctisch klimaat- en vegetatiegebied. De veengroei is voornamelijk afkomstig van hoogveen-veenmos en dwergstruiken. De laatsten bestaan uit laaggroeiende Nothofagus, rode kraaihei en Gaultheria pumila. In plaats van wollegras vindt men hier Tetronium magellanicum uit de russenfamilie.

#### Bomen en veenbossen
Ook bomen zoals zachte berk, spar en den zijn kenmerkend voor het hoogveen in gebieden met een zeeklimaat. Zij bevinden zich echter bij voorkeur aan de meer ontwaterde randgebieden en voedingsrijkere veenmeren.
Op de hoogten worden meestal alleen geïsoleerde bomen met een door mineraalarmoede lage groei aangetroffen. Aan waterkanten komt het door golfslag tot een verhoogde mineralisatie, welke aan concurrerende struiken, grassen en andere planten een plaats kan bieden. Daartoe behoort ook het bij renatureringspogingen gevreesde pijpenstrootje.
Bij hoogvenen in drogere, mineraalarme overgangszones in landklimaatsgebieden en hogere berggebieden kunnen zich broekbossen vormen. Dit zijn meestal slecht groeiende, lage, open bestanden van dennen of berken met een struikrijke ondergroei en een laag groeiende open, voornamelijk uit grassen, zeggen en dwergstruiken bestaande kruidlaag, maar een goed ontwikkelde moslaag van hoofdzakelijk veenmos.

### Eencelligen
Een opvallende groep dieren zijn de schaalamoeben. Deze kunnen met een hoge populatiedichtheid optreden, en door analyse van de door hen gevormde schalen (rhizopodenanalyse) is het mogelijk de ecologische omstandigheden tijdens de ontstaansgeschiedenis van het veen te volgen.

### Fauna
Binnen levend hoogveen kunnen zich slechts een paar groepen van organismen handhaven. Er zijn in het zure water geen vissen, noch zijn er slakken, tweekleppigen, kreeftachtigen en andere dieren te vinden die een grote hoeveelheid calcium nodig hebben.
Alleen specialisten is het onder de extreme omstandigheden mogelijk te leven en zich voort te planten. Zoals de veenmossen zijn ook vele dieren rood of donker gekleurd (melanisme), als een aanpassing aan de stralingsintensiteit en extreme temperatuurwisselingen. Een ander vaak waargenomen fenomeen is dwergvorming. Veel dieren, vooral insecten zijn in hun dieet beperkt tot bepaalde plantensoorten of plantengeslachten van het hoogveen, zodat zij alleen in deze habitat kunnen bestaan.

#### Geleedpotigen
In de zomer valt het grote aantal libellen op. Libellen houden van vochtige locaties, met inbegrip van zowel hoog- als laagveen. Sommige soorten zijn in alle levensfasen met het veen verbonden, andere specifiek in hun jeugd. De noordse glazenmaker is in juli-september te vinden en uitsluitend actief op hoogveenwater met trilveen.
Agonum ericeti is de hoogveenspecialist onder de kevers. Buiten overgangs- en hoogveen is hij niet te vinden. Hij woont tussen de pollen en holten van levend hoogveen. De soort kan slechts op zeer zure gronden leven en is gevoelig voor veranderingen.
Ook de veenbesparelmoervlinder is op hoogveen aangewezen waar de (kleine veenbes) als waardplant voor de rupsen groeit. In sommige gevallen leven de rupsen ook van jonge scheuten van de lavendelhei.
De cicadenfauna omvat een verscheidenheid van zeer gespecialiseerde, meestal monofage hoogveensoorten met een zeer specifieke voedselbehoefte. Ommatidiotus dissimilis leeft uitsluitend bij het eenarig wollegras van het open hoogveen, Sphagnum-trilveen met veenpluis zijn de voorkeurslocatie van Delphacodes capnodes.
Waar zo'n rijke insecten- en mijtenfauna optreedt zijn hun vijanden niet ver weg. Ze leven in het water, zoals de zeer zeldzame waterspin, de veenlaag zoals de veenmoswolfspin en Piratula insularis, of de kruidlaag en struiken zoals de sinaasappelspin of de kleine gerande oeverspin. Voornamelijk in de randgebieden leeft de brugspin.

#### Amfibieën en reptielen
Amfibieën, vooral de heikikker, wonen en/of paaien in het hoogveen.
Als reptielen komen de levendbarende hagedis en de adder voor. De laatste is vaak volledig zwartgekleurd (Melanisme) wordt ook zwarte adder of moerasadder genoemd.

#### Vogels
Vogels van het boomarme hoogveen zijn wintertaling, zomertaling, korhoen, velduil, wulp, bosruiter, goudplevier en kraanvogel. In de randgebieden leven grutto, tureluur, veldleeuwerik, paapje en diverse andere soorten.

#### Zoogdieren
Zoogdieren spelen in het hoogveen een relatief kleine rol. De voor het graven van holen niet geschikte vochtige grond maakt het bijvoorbeeld onaantrekkelijk voor muizen. Er is echter een zekere rol voor de bunzing, die zich hier bij voorkeur met kikkers voedt.